# Leo núi thể thao tại Đại hội Thể thao châu Á 2022
Leo núi thể thao tại Đại hội Thể thao châu Á 2022 được tổ chức tại Trung tâm leo núi thể thao Keqiao Yangshan, Thiệu Hưng, Trung Quốc, từ ngày 3 đến ngày 7 tháng 10 năm 2023.

## Lịch thi đấu
| VL | Vòng loại | BK | Bán kết | CK | Chung kết |

| ND↓/Ngày →          | 3rd Thứ 3 | 3rd Thứ 3 | 4/10 Thứ 4 | 4/10 Thứ 4 | 5/10 Thứ 5 | 6/10 Thứ 6 | 6/10 Thứ 6 | 7/10 Thứ 7 | 7/10 Thứ 7 |
| ------------------- | --------- | --------- | ---------- | ---------- | ---------- | ---------- | ---------- | ---------- | ---------- |
| Tốc độ Nam          | VL        | CK        |            |            |            |            |            |            |            |
| Tiếp sức tốc độ Nam |           |           | VL         | CK         |            |            |            |            |            |
| Kết hợp Nam         |           |           |            |            | VL         | BK         | CK         |            |            |
| Tốc độ Nữ           | VL        | CK        |            |            |            |            |            |            |            |
| Tiếp sức tốc độ Nữ  |           |           | VL         | CK         |            |            |            |            |            |
| Kết hợp Nữ          |           |           |            |            | VL         |            |            | BK         | CK         |

## Danh sách huy chương

### Nam
| Nội dung        | Vàng                                                             | Bạc                                                                                 | Đồng                                                    |
| --------------- | ---------------------------------------------------------------- | ----------------------------------------------------------------------------------- | ------------------------------------------------------- |
| Tốc độ          | Reza Alipour · Iran                                              | Long Jinbao · Trung Quốc                                                            | Veddriq Leonardo · Indonesia                            |
| Tiếp sức tốc độ | Trung Quốc · Long Jinbao · Wang Xinshang · Wu Peng · Zhang Liang | Indonesia · Aspar Jaelolo · Kiromal Katibin · Veddriq Leonardo · Rahmad Adi Mulyono | Hàn Quốc · Jung Yong-jun · Lee Seung-beom · Lee Yong-su |
| Kết hợp         | Sorato Anraku · Nhật Bản                                         | Lee Do-hyun · Hàn Quốc                                                              | Pan Yufei · Trung Quốc                                  |

### Nữ
| Nội dung        | Vàng                                                              | Bạc                                                                                                 | Đồng                                               |
| --------------- | ----------------------------------------------------------------- | --------------------------------------------------------------------------------------------------- | -------------------------------------------------- |
| Tốc độ          | Desak Made Rita Kusuma Dewi · Indonesia                           | Deng Lijuan · Trung Quốc                                                                            | Rajiah Sallsabillah · Indonesia                    |
| Tiếp sức tốc độ | Trung Quốc · Deng Lijuan · Niu Di · Wang Shengyan · Zhang Shaoqin | Indonesia · Desak Made Rita Kusuma Dewi · Nurul Iqamah · Alivany Ver Khadijah · Rajiah Sallsabillah | Hàn Quốc · Choi Na-woo · Jeong Ji-min · Noh Hee-ju |
| Kết hợp         | Ai Mori · Nhật Bản                                                | Seo Chae-hyun · Hàn Quốc                                                                            | Zhang Yuetong · Trung Quốc                         |

## Bảng tổng sắp huy chương
| Hạng               | Đoàn               | Vàng | Bạc | Đồng | Tổng số |
| ------------------ | ------------------ | ---- | --- | ---- | ------- |
| 1                  | Trung Quốc (CHN)   | 2    | 2   | 2    | 6       |
| 2                  | Nhật Bản (JPN)     | 2    | 0   | 0    | 2       |
| 3                  | Indonesia (INA)    | 1    | 2   | 2    | 5       |
| 4                  | Iran (IRI)         | 1    | 0   | 0    | 1       |
| 5                  | Hàn Quốc (KOR)     | 0    | 2   | 2    | 4       |
| Tổng số (5 đơn vị) | Tổng số (5 đơn vị) | 6    | 6   | 6    | 18      |

## Quốc gia tham dự
Tổng cộng có 108 vận động viên đến từ 16 quốc gia tranh tài môn thể thao leo núi tại Đại hội Thể thao châu Á 2022:
- Trung Quốc (12)
- Đài Bắc Trung Hoa (2)
- Hồng Kông (6)
- Ấn Độ (7)
- Indonesia (12)
- Iran (5)
- Nhật Bản (6)
- Kazakhstan (12)
- Kuwait (1)
- Mông Cổ (5)
- Pakistan (5)
- Philippines (4)
- Singapore (5)
- Hàn Quốc (10)
- Thái Lan (12)
- Uzbekistan (4)